# نوارة (علم النبات)
النُوّارات (مفردها:نُوّارة) في علم النبات هي أزهار أشجار الفاكهة ذات الحسلة (مثل جنس البرقوق) وبعض النباتات الأخرى ذات المظهر المماثل والتي تزهر بغزارة لفترة من الزمن في الربيع.